# Дучичі (Озаль)
45°42′ пн. ш. 15°18′ сх. д. / 45.70° пн. ш. 15.30° сх. д.
Дучичі (хорв. Dučići) — населений пункт у Хорватії, у Карловацькій жупанії у складі міста Озаль.

## Населення
Населення за даними перепису 2011 року становило 21 осіб.
Динаміка чисельності населення поселення: